# David Col
Jan David Col (Antwerpen, 6 april 1822 - aldaar, 19 februari 1900) was een Belgisch schilder van genretaferelen met een anekdotisch karakter.
Hij kreeg zijn artistieke opleiding aan de Academie van Antwerpen, onder leiding van Nicaise De Keyser. Hij gaf zijn eerste tentoonstelling in 1846 en werd vlug gewaardeerd voor zijn afbeeldingen van taferelen  met humoristische en anekdotische inslag uit het dagelijks leven. Met deze volkse taferelen beoefende hij dezelfde stijl als Jean-Baptiste Madou (1796-1877) en vooral Ferdinand de Braekeleer (1792-1883).
Hij werkte soms samen met Eugène Remy Maes (1849-1931), die dieren en kippen schilderde, en Constant Boon (1830-1882).
Er worden doeken van hem tentoongesteld in de musea van Antwerpen (Koninklijk Museum voor Schone Kunsten), Brugge (Groeningemuseum), Brussel, Elsene, Chicago, Cincinnati, Montreal en Rostock. Er worden nog regelmatig werken van hem te koop aangeboden op kunstveilingen.

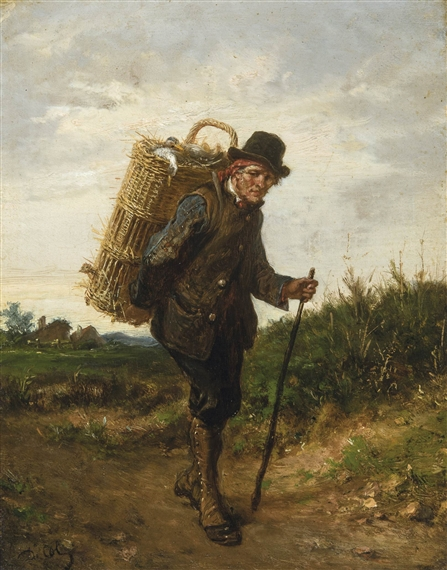
Naar de markt
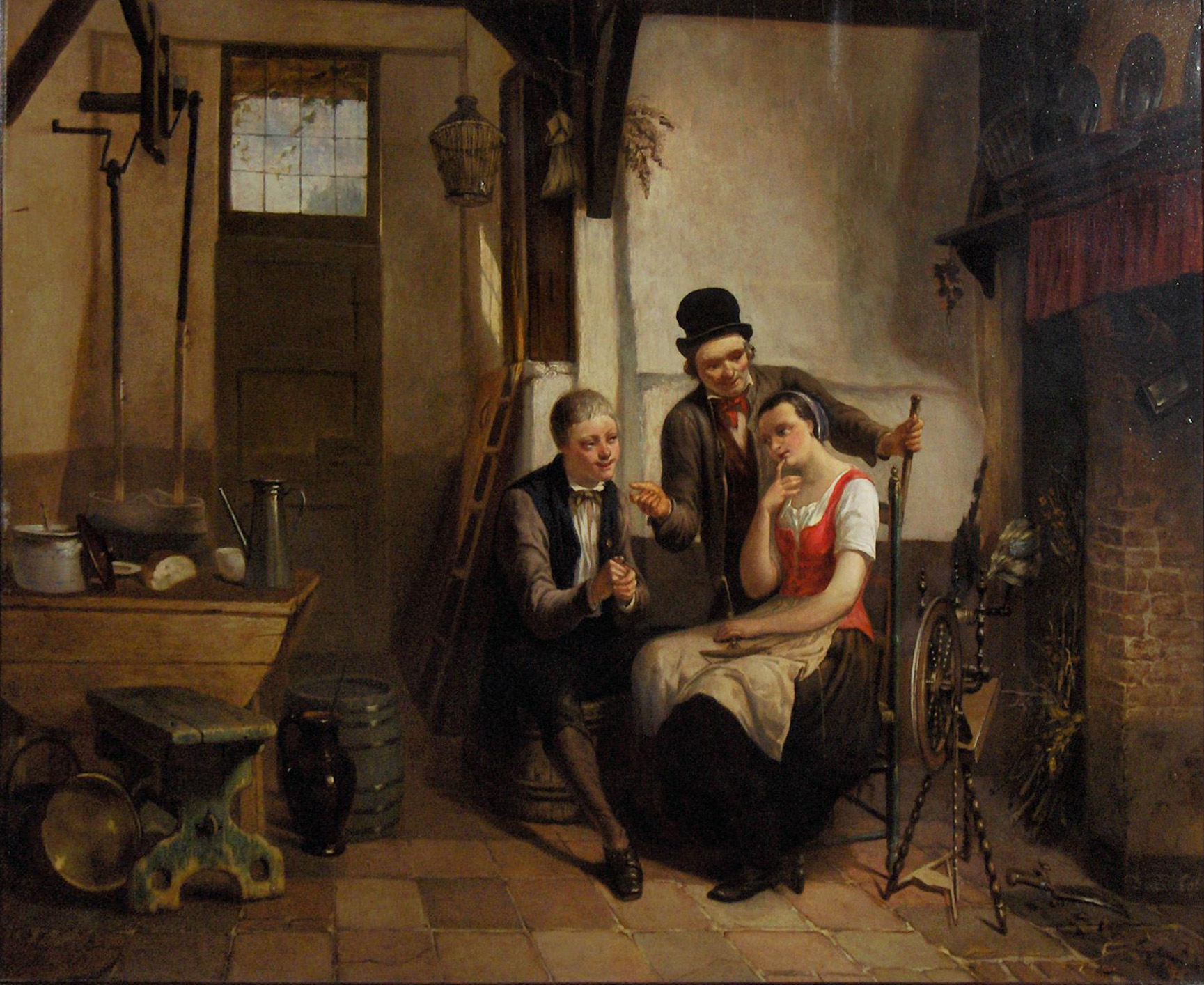
Gesprek, anekdotisch en humoristisch tafereel
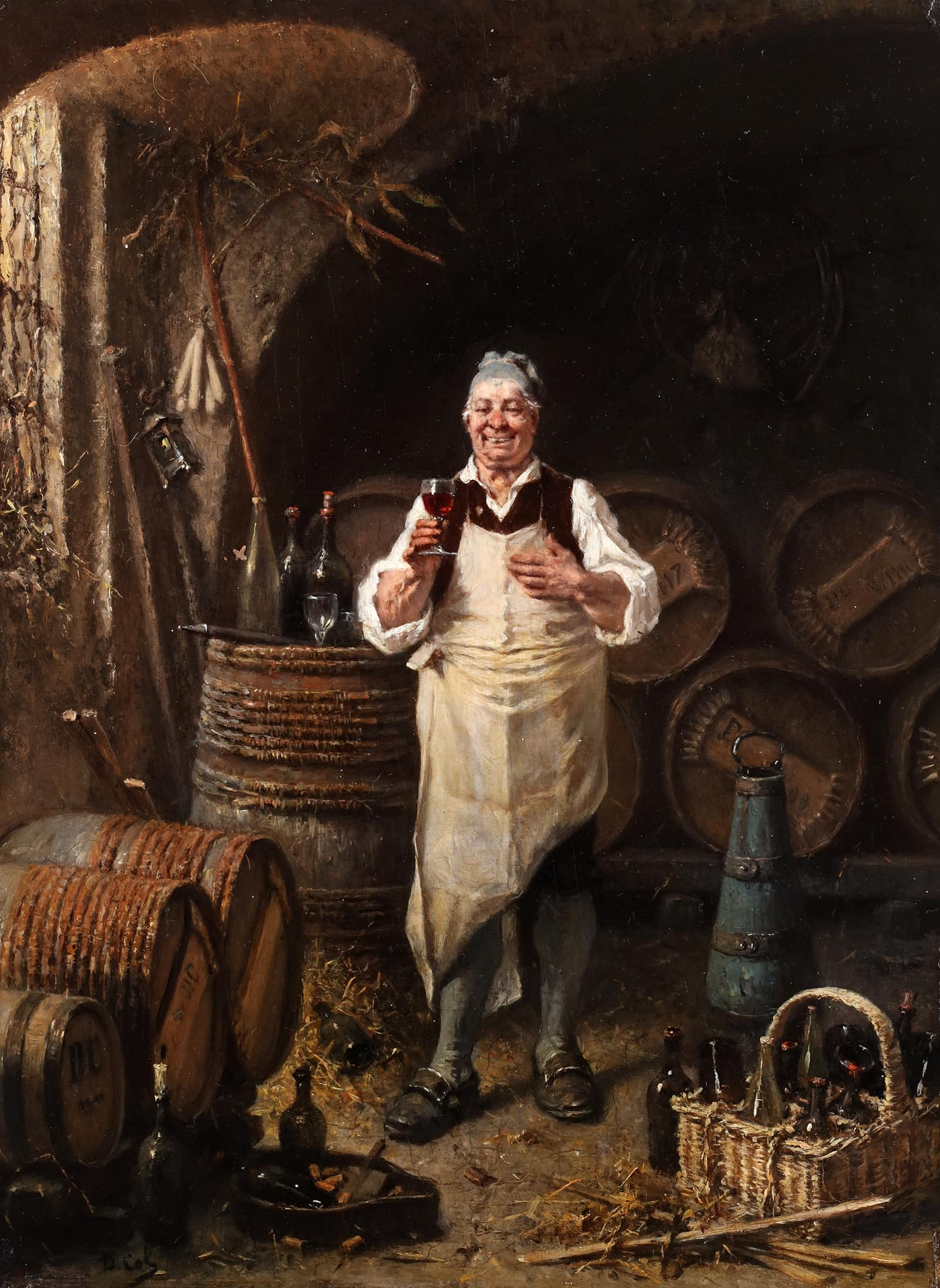
A votre santé (Belgische collectie)